# 2MASS J05301261+6253254
2MASS J05301261+6253254 ist ein Brauner Zwerg im Sternbild Giraffe. Er wurde 2008 von I. Neill Reid et al. entdeckt. Er gehört der Spektralklasse L1 an.